# باتريك جون موريس
باتريك جون موريس (بالإنجليزية: Patrick John Morris)‏ هو كاتب أغاني وملحن بريطاني، ولد في 13 أبريل 1948 في هايغيت في المملكة المتحدة، وتوفي في 16 يناير 2008.